# Zuid-Wales

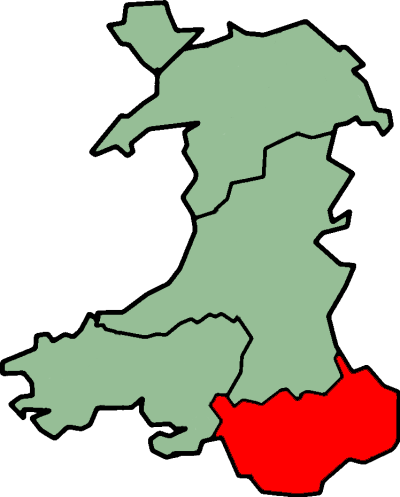
Zuid-Wales

Zuid-Wales (Engels: South Wales) is een regio van Wales. In het zuiden en oosten grenst het gebied aan het Kanaal van Bristol, en in het westen en noorden aan de rest van Wales. De grenzen zijn echter niet officieel vastgesteld, waardoor een exacte definitie niet te geven valt. De Australische deelstaat New South Wales is genoemd naar dit gebied.
Zuid-Wales omvat naast de hoofdstad Cardiff onder meer de steden Swansea in het historische graafschap Glamorgan, en Newport in het historische graafschap Monmouthshire, en het Brecon Beacons National Park. De regio heeft geen bijzonder sterke economische structuur ook al kennen enkele plaatsen een bovengemiddelde economische groei.
Het relatief dichtbevolkte Zuid-Wales is bestuurlijk vooral in county boroughs verdeeld. Het enige bestuurlijke graafschap is Monmouthshire en bestuurlijk onafhankelijke steden zijn Cardiff, Newport en soms ook Swansea. De county boroughs zijn:
| - Merthyr Tydfil - Caerphilly - Blaenau Gwent - Torfaen |  | - Vale of Glamorgan - Bridgend - Rhondda Cynon Taf - Neath Port Talbot |